# 姚文栋
姚文栋（1853年—1929年），字子梁，号东木，江苏嘉定（今上海市嘉定区）南翔镇人，地理学家、藏书家。

## 生平
1881年前往日本出使，1891年6月担任二品衔直棣候补道，1902年3月担任山西大学堂首任督办，1906年11月成为上海佛教协会会董，1909年6月任江苏师范学堂校长。他是甲午战争前最早的报警者。

## 著作
著作有《东北边防论》、《东槎杂著》、《云南勘界筹边记》等。